# Jindřich Jaroslav Clam-Martinic
Jindřich Jaroslav hrabě z Clam-Martinic (německy Heinrich Jaroslav Graf Clam-Martinic, 15. června 1826 Svätý Jur, dnešní Slovensko – 5. června 1887 Praha) byl český šlechtic z rodu Clam-Martiniců a významný český a předlitavský politik 19. století.

## Životopis

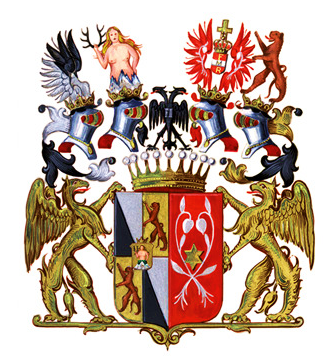
Erb rodu Clam-Martiniců

Narodil se ve Svatém Juru na Slovensku, kam jeho otce, hraběte Karla Jana Nepomuka, dostala vojenská služba. Jeho matkou byla Lady Karolína Selina z Meade-Guilfortu (v Rakousku chybně nazývána „Lady Guilford“; dcera irského šlechtice Richarda, 2. hraběte z Clanwilliamu).

### Státní úředník
Na rozdíl od otce si vybral úřednickou dráhu, kterou započal jako okresní hejtman v Mělníce. Poté působil jako rada budínského místodržitelství a svou úřednickou kariéru předčasně zakončil ve funkci prezidenta zemské vlády v Krakově.

### Politik
Roku 1859 vydal politický spis, v němž se postavil za federalizaci Rakouska a samosprávnost jednotlivých zemí. Na jeho názorech, mezi rakouskou šlechtou té doby ne příliš obvyklých, se podílela rodinná výchova, zvláště pak vliv matky a anglických příbuzných. Ale pravděpodobně tyto názory způsobily, že se roku 1859 nestal říšským ministrem vnitra a odešel ze státní služby.
Po svolání takzvané rozmnožené Říšské rady v březnu 1860 v jejích řadách zasedl i Clam-Martinic, který se stal okamžitě vůdcem konzervativců v českých, alpských a haličských zemí. Ve spolupráci s vůdcem uherských konzervativců hrabětem Szécsenem prosadil návrh na autonomii jednotlivých zemí Rakouska a zachování jejich právní kontinuity. Tento návrh byl částečně využit při vydání císařského říjnového diplomu, v menší míře pak v takzvané únorové ústavě z roku 1861. Proti ní se jednatřicet členů české historické šlechty v čele s Clam-Martinicem ohradilo v pamětním spise z 10. dubna 1861, kde vyhlásili základní zásadu českého konzervativismu – žádné státoprávní rozhodnutí říšského parlamentu a vlády nesmí ohrozit historické právo zemí Koruny české. Na protest proti nenaplnění českých státoprávních aspirací vystoupil spolu s ostatními zastánci autonomismu z poslanecké sněmovny, v čemž jej následovali také čeští poslanci v poslanecké sněmovně. Rezignoval 23. září 1862. Podobně postupoval i v roce 1871, kdy byl zvolen poslancem Říšské rady, ale mandát nepřevzal a 23. února 1872 byl jeho mandát prohlášen za zaniklý. Poslancem se stal i v prvních přímých volbách do Říšské rady roku 1873 (za městskou kurii v obvodu Slaný, Louny). I tentokrát se práce sněmovny nezúčastnil, čímž byl jeho mandát i přes opakované zvolení prohlášen za zaniklý. V letech 1861–1872 (a znovu 1883–1887) zasedal i jako poslanec Českého zemského sněmu.
Mezitím se Clam-Martinic věnoval propagaci české konzervativní politiky zvláště mezi šlechtou alpských zemí, kde získal podporu pro svůj program. Avšak teprve po volbách do Říšské rady roku 1879 vstoupili čeští politici vedení Riegerem a Clam-Martinicem znovu do poslanecké sněmovny, kde spolu s rakouskými a polskými konzervativci vytvořili takzvaný železný kruh pravice, o nějž se vláda opírala téměř patnáct let. České věci tato aktivní provládní politika přinesla zrovnoprávnění češtiny s němčinou v úředním styku (Stremayrova jazyková nařízení), zavedení češtiny jako povinného předmětu na středních školách, osamostatnění české univerzity v Praze i novelu volebního zákona v roce 1882. Opětovně byl do sněmovny zvolen i ve volbách do Říšské rady roku 1885. Slib ovšem složil až 8. října 1886 a poslancem byl již jen necelý rok do své smrti.
Po volbách v roce 1879 se na Říšské radě připojil k Českému klubu (jednotné parlamentní zastoupení, do kterého se sdružili staročeši, mladočeši, česká konzervativní šlechta a moravští národní poslanci). Zastával funkci místopředsedy Českého klubu. Jako člen parlamentního Českého klubu se uvádí i po volbách v roce 1885.
Od roku 1870 řádným členem c. k. vlastenecko-hospodářské společnosti, roku 1872 jejím posledním vicepresidentem.

### Na sklonku života
V té době však již Clam-Martinic byl nucen postupně se vzdávat veřejné činnosti z důvodu choroby, které v červnu 1887 podlehl ve věku 60 let. Po jeho smrti se stal jeho bratr Richard Clam-Martinic místo něj vedoucím představitelem aristokratické Strany konzervativního velkostatku. Jeho synovec Heinrich z Clam-Martinic byl v letech 1916–1917 předsedou předlitavské vlády.
Jeho manželka Augusta rozená Salmová byla malířkou, žačkou Amálie Mánesové. Její otec, Clam-Martinicův tchán, Hugo Karel Eduard ze Salm-Reifferscheidt-Raitze byl moravským zemským hejtmanem.

## Zajímavost
Jméno Jindřicha Clam-Martinice bylo umístěno pod okny Národního muzea v Praze spolu s mnoha dalšími, viz Dvaasedmdesát jmen české historie.